# Fissidens gillianus
Fissidens gillianus là một loài Rêu trong họ Fissidentaceae. Loài này được Catches. & I.G. Stone mô tả khoa học đầu tiên năm 1988.